# 井頭村
井頭村（英語：Tseng Tau Tsuen）是一條位於香港屯門區的鄉村。
井頭村包括井頭中村（Tseng Tau Chung Tsuen）、井頭下村（Tseng Tau Ha Tsuen）及井頭上村（Tseng Tau Sheung Tsuen）。

## 行政區劃
從行政管理而言，井頭村包含井頭村（中及下）和井頭村（上）等二村，均為屯門鄉事委員會的鄉村代表。

## 教育
井頭村座落於小一學校網（POA）71校網。該校網內有多所資助學校（非由政府營辦，但接受納稅人資助的學校），並無任何官立學校。

## 外部連結
- 居民代表選舉井頭村（中及下）（屯門）的劃定現有鄉村範圍（2019－2022年）
- 居民代表選舉井頭村（上）（屯門）的劃定現有鄉村範圍（2019－2022年）

22°23′29″N 113°58′54″E / 22.391316°N 113.9816°E